# Liste der Biografien/Teg
Liste der Biografien |
Portal Biografien |
Personensuche
# |
A |
B |
C |
D |
E |
F |
G |
H |
I |
J |
K |
L |
M |
N |
O |
P |
Q |
R |
S |
T |
U |
V |
W |
X |
Y |
Z |
?
 
Ta |
Tc |
Te |
Tf |
Tg |
Th |
Ti |
Tj |
Tk |
Tl |
Tm |
To |
Tq |
Tr |
Ts |
Tu |
Tv |
Tw |
Tx |
Ty |
Tz
 
Tea |
Teb |
Tec |
Ted |
Tee |
Tef |
Teg |
Teh |
Tei |
Tej |
Tek |
Tel |
Tem |
Ten |
Teo |
Tep |
Teq |
Ter |
Tes |
Tet |
Teu |
Tev |
Tew |
Tex |
Tey |
Tez
Die Liste der Biografien führt alle Personen auf, die in der deutschsprachigen Wikipedia einen Artikel haben. Dieses ist eine Teilliste mit 83 Einträgen von Personen, deren Namen mit den Buchstaben „Teg“ beginnt.

## Teg

### Tega
- Tega, Margherita (* 2004), italienische Beachvolleyballspielerin
- Tega, Martinien (* 1981), kamerunischer Radrennfahrer
- Tegano, Giovanni (1939–2021), italienisches Mitglied der Ndrangheta
- Tegart, Judy (* 1937), australische Tennisspielerin

### Tegb
- Tegbesu, König von Dahomey

### Tege
- Tege, Sascha-Andrej (* 1978), deutscher Poolbillardspieler
- Tegeler, Josef (1926–2013), deutscher Unternehmer und Politiker (CDU), MdL
- Tegeler, Maja (* 1974), deutsche Politikerin (Die Linke), MdBBMaja Tegeler (* 1974)

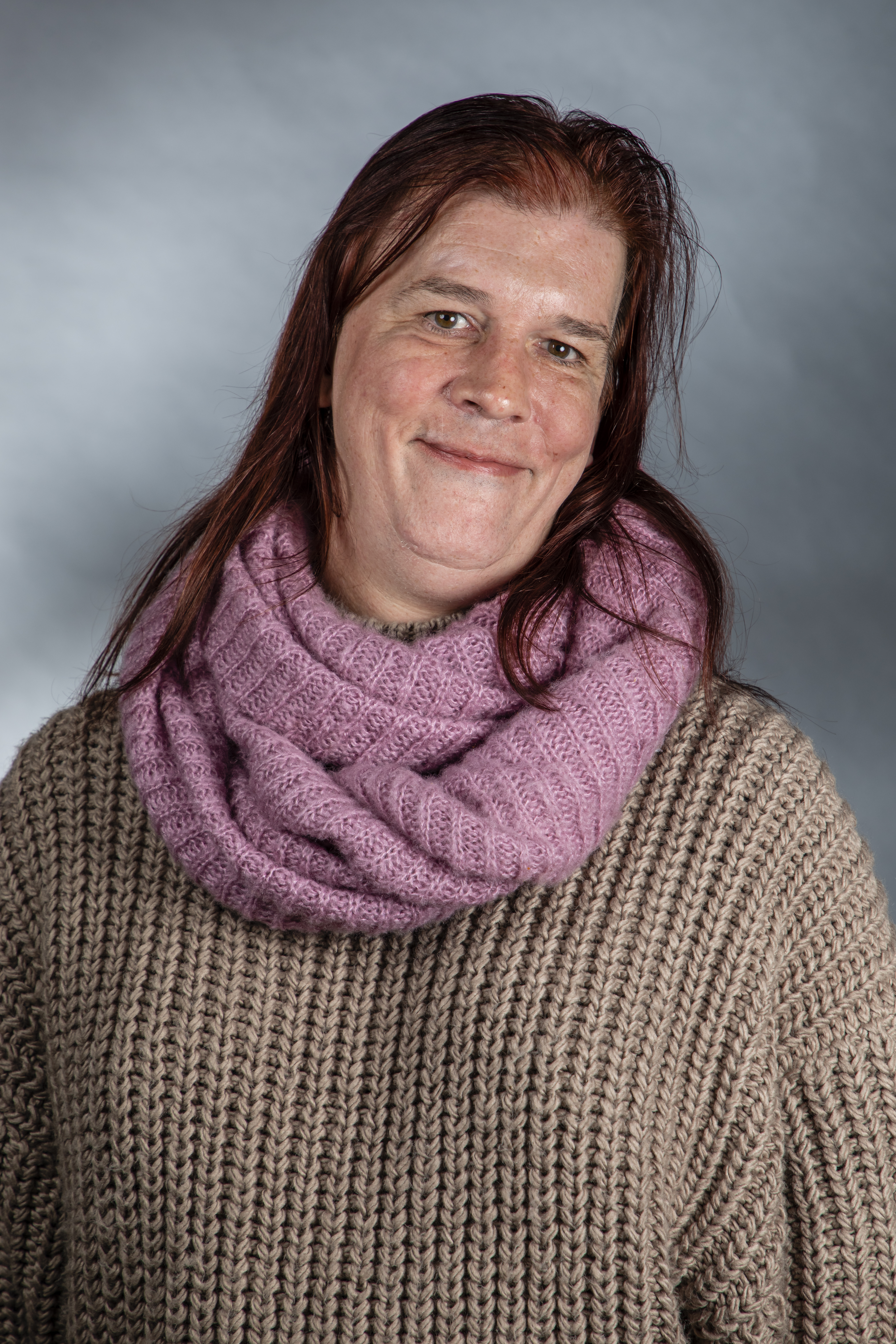
Maja Tegeler (* 1974)

- Tegeler, Nicolai (* 1978), deutscher Schauspieler, Sprecher und Moderator
- Tegeler, Wilhelm (1793–1864), Maler, Beamter, Freund von Ernst Bandel
- Tegeler, Wilhelm (1893–1960), deutscher Politiker (DNVP, CDU), MdL und Landwirt
- Tegeler, Wilhelm (1902–1969), deutscher Verwaltungsbeamter und Senatssyndicus
- Tegeltija, Dobrica (* 2000), bosnischer Fußballspieler
- Tegeltija, Zoran (* 1961), bosnischer Politiker, Ministerpräsident von Bosnien-Herzegowina
- Tegen, Gunhild (1889–1970), schwedische Schriftstellerin, Übersetzerin und Pazifistin
- Tegen, Johannes († 1482), Stiftspropst, Kanzler der Universität Tübingen
- Tegen, Nils (* 1972), deutscher Jazzmusiker (Piano, Schlagzeug) und Komponist
- Tegenkamp, Matthew (* 1982), US-amerikanischer Langstreckenläufer
- Tegerfelden, Ulrich von, Bischof von Chur und Abt von St. Gallen
- Tegethoff, Carsten (* 1971), deutscher Jurist, Richter am Bundesverwaltungsgericht
- Tegethoff, Ernst (1890–1955), deutscher Germanist, Romanist und Märchenforscher
- Tegethoff, Jürgen (1924–2024), deutscher Soldat und Beamter
- Tegethoff, Kai (* 1984), deutscher Politiker (Volt)Kai Tegethoff (* 1984)

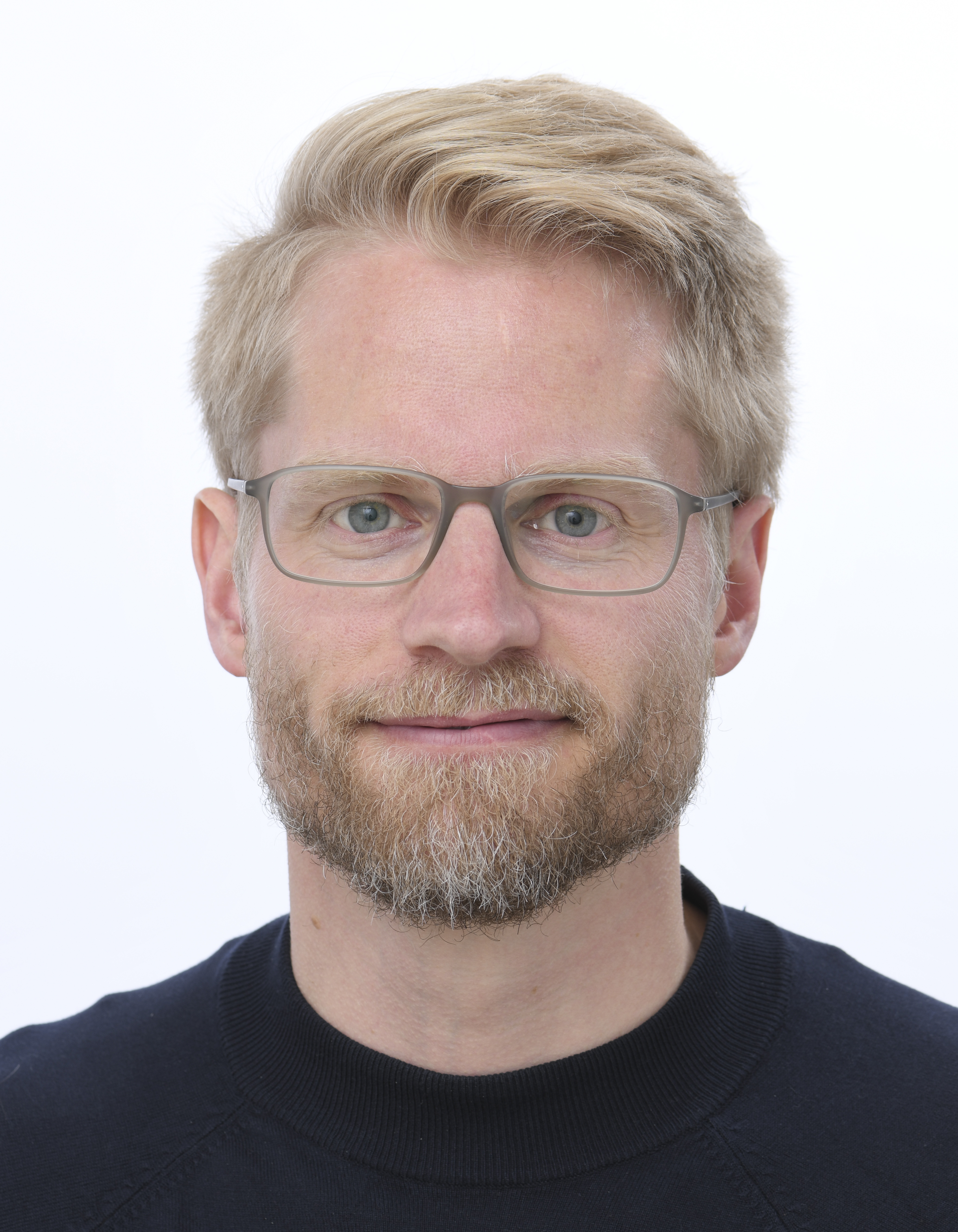
Kai Tegethoff (* 1984)

- Tegethoff, Ralph (* 1963), deutscher rechtsextremer Publizist und politischer Aktivist
- Tegethoff, Wilhelm (1901–1962), deutscher Jurist und Polizeipräsident
- Tegethoff, Wilhelm (1907–1996), deutscher Arzt und Philologe
- Tegethoff, Wilm (1927–2018), deutscher Jurist und Energiemanager
- Tegethoff, Wolf (* 1953), deutscher Kunsthistoriker
- Tegetmeier, Sylvester († 1552), deutscher evangelischer Theologe und Reformator
- Tegetmeier, Tile († 1535), kurzzeitig Ratsherr der Hansestadt Lübeck
- Tegetmeyer, Georg (1687–1764), deutscher Organist und Komponist
- Tegetmeyer, Gernot (* 1957), deutscher Politiker (Die Freiheit)
- Tegetmeyer, Henning (1572–1618), deutscher evangelisch-lutherischer Theologe
- Tegetmeyer, Otto (1875–1960), deutscher Instrumentenbauer
- Tegetthoff, Folke (* 1954), österreichischer Schriftsteller
- Tegetthoff, Wilhelm von (1827–1871), österreichischer AdmiralWilhelm von Tegetthoff (1827–1871)

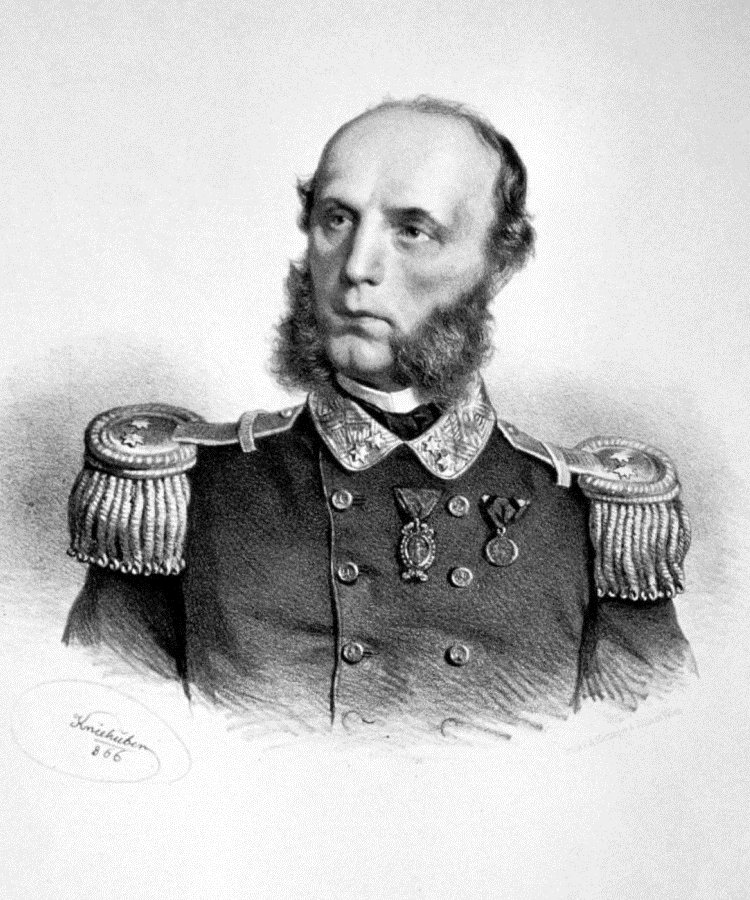
Wilhelm von Tegetthoff (1827–1871)

### Tegg
- Tegg, Rebecca (* 1985), neuseeländische Fußballspielerin
- Teggart, Noel (1941–1997), irischer Radrennfahrer
- Tegge, Andreas (1568–1650), deutscher Offizier und Hamburger Oberalter
- Tegge, Bernhard (1561–1606), deutscher Jurist und Ratssekretär
- Tegginger, Markus (1540–1600), deutscher Geistlicher, Hochschullehrer und Stifter

### Tegh
- Tegh Bahadur (1621–1675), neunter Guru der Sikhs
- Teghillo, Johann (1823–1902), Mitglied des Kurhessischen Kommunallandtages

### Tegi
- Tegischer, Brigitte (* 1960), österreichische Sozialarbeiterin und Politikerin (SPÖ), Abgeordnete zum Nationalrat

### Tegk
- Tegkaev, Artur (* 1990), deutscher Eishockeyspieler

### Tegl
- Tegla von Denbighshire, Heilige
- Tégla, Ferenc (* 1947), ungarischer Diskuswerfer
- Téglás, Zoltán (* 1969), US-amerikanischer Sänger ungarischer Abstammung
- Téglásy, Gergely (* 1970), ungarischer Autor und Kommunikationsexperte
- Tegler, Brooks (* 1954), US-amerikanischer Jazzmusiker und Bandleader

### Tegm
- Tegmark, Max (* 1967), schwedischer Kosmologe und WissenschaftsphilosophMax Tegmark (* 1967)

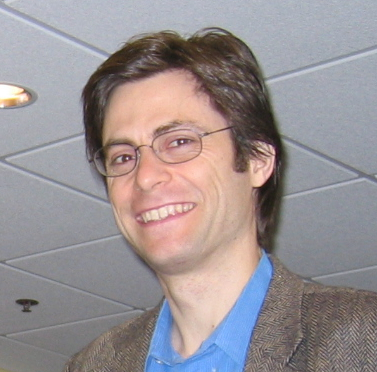
Max Tegmark (* 1967)

### Tegn
- Tegnell, Anders (* 1956), schwedischer Arzt und Mitarbeiter des öffentlichen Dienstes
- Tegnér, Alice (1864–1943), schwedische Komponistin
- Tegner, Erik (1896–1965), dänischer Tennisspieler
- Tegnér, Esaias (1782–1846), schwedischer Lyriker
- Tegner, Hans (1853–1932), dänischer Maler und Zeichner
- Tegner, Rudolph (1873–1950), dänischer Bildhauer

### Tegr
- Tegremante, Ouboutou († 1626), Häuptling der Kariben auf St. Christopher

### Tegs
- Tegschbajar, Batsaichany (* 1998), mongolischer Radrennfahrer
- Tegstedt, Frida (* 1987), schwedische Handballspielerin
- Tegström, Andreas (* 1979), schwedischer Fußballspieler und -trainer
- Tegström, Jonas (* 1965), schwedischer Radrennfahrer

### Tegt
- Tegtmeier, Adolf (1894–1975), deutscher Mediziner
- Tegtmeier, Claus (* 1946), deutscher Maler
- Tegtmeier, Martina (* 1958), deutsche Politikerin (SPD), MdL
- Tegtmeier, Michael (* 1961), deutscher Offizier, Brigadegeneral des Heeres der Bundeswehr
- Tegtmeier, Ralph (* 1952), deutscher Okkultist, Übersetzer und Software-Entwickler
- Tegtmeier, Ursula, deutsche Archäobotanikerin
- Tegtmeier, Werner (1940–2025), deutscher Verwaltungsbeamter, Beamteter Staatssekretär
- Tegtmeier, Wilhelm (1895–1968), deutscher Maler
- Tegtmeyer, Anke (1934–2024), deutsche Schauspielerin und Hörspielsprecherin
- Tegtmeyer, Christian (1854–1930), deutscher Gast- und Landwirt, Montanindustrieller und Spediteur
- Tegtmeyer, Emilie (1827–1903), deutsche Schriftstellerin und Lehrerin
- Tegtmeyer, Friedrich (* 1893), deutscher Politiker, Bürgermeister von Wunstorf
- Tegtmeyer, Georg Christian (1792–1878), Kaufmann und Senator der Hansestadt Lübeck
- Tegtmeyer, Georg Eduard (1842–1913), deutscher Kaufmann und Politiker
- Tegtmeyer, Gundula Madeleine, deutsche Journalistin und Fotografin
- Tegtmeyer, Heinrich (1812–1875), Landtagsabgeordneter Waldeck
- Tegtmeyer, Henning (1940–2019), deutscher Jurist
- Tegtmeyer, Martin (1906–1983), deutscher Tierzüchter
- Tegtmeyer-Dette, Sabine (* 1961), deutsche Politikerin (Die Grünen)Sabine Tegtmeyer-Dette (* 1961)

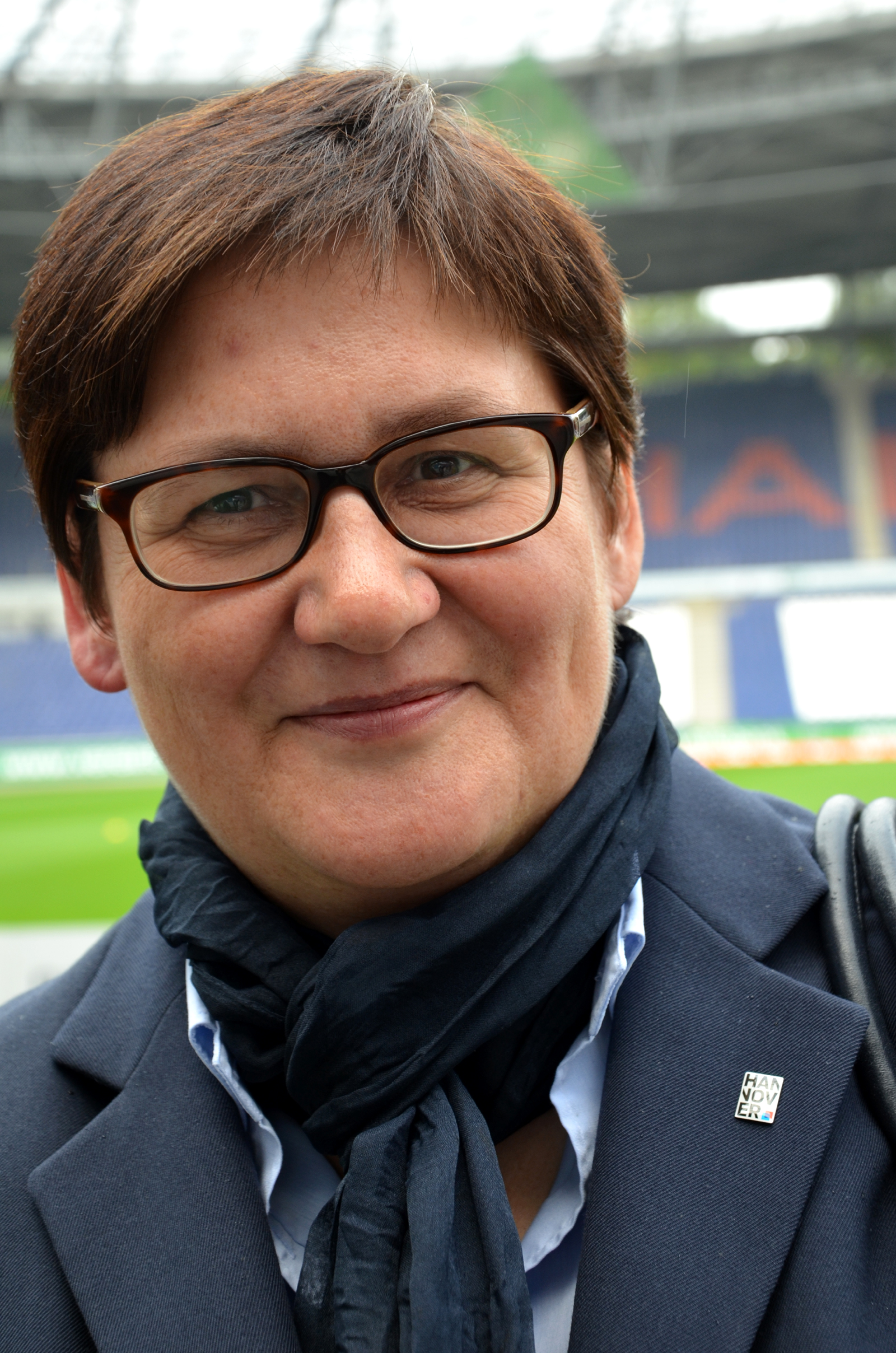
Sabine Tegtmeyer-Dette (* 1961)

### Tegu
- Téguimaha, Sadrak (* 1980), kamerunischer Radrennfahrer
- Teguramori, Makoto (* 1967), japanischer Fußballspieler und -trainer